# Нові Бутори
Но́ві Бутори — село в Україні, у Великомихайлівській селищній громаді Роздільнянського району Одеської області. Населення становить 153 осіб.
До 17 липня 2020 року було підпорядковане Великомихайлівському району, який був ліквідований.

## Населення
Згідно з переписом 1989 року населення села становило 134 особи, з яких 66 чоловіків та 68 жінок.
За переписом населення 2001 року в селі мешкали 153 особи.

### Мова
Розподіл населення за рідною мовою за даними перепису 2001 року:
| Мова       | Відсоток |
| ---------- | -------- |
| молдовська | 77,78 %  |
| українська | 18,95 %  |
| російська  | 3,27 %   |

## Постаті
- Талпа Іван Анатолійович (1991—2024) — український військовослужбовець, учасник російсько-української війни.